# 美利河温泉
美利河温泉（ぴりか おんせん）是位于日本北海道瀨棚郡今金町字美利河的一個温泉。

## 泉质
- 钙钠 - 盐化物温泉
- 黄褐色水

## 温泉设备
- 住宿
- 滑雪公园
- 高尔夫球场
- 温水游泳池
- 网球场

温泉处设有男女室内浴所、露天温泉、按摩浴缸、桑拿。循环加温过滤式。

## 交通
离道央自動車道国缝交汇处约12公里。
从函馆本线长万部站乘搭函馆巴士前往三本杉，于美利河水库前500米下车。